# Михаел Штих
Михаел Детлеф Штих (Пинеберг, 18. октобар 1968) је бивши немачки тенисер.

## Тениска каријера
Штих је направио највећи успех у каријери освајањем гренд слем турнира Вимблдон 1991. године, када је у три сета победио сународника Бориса Бекера. Два пута је стигао до финала гренд слема у појединачној конкуренцији, 1994. на Ју Ес Опену, када је изгубио у четири сета од Андре Агасија и 1996. на Отвореном првенству Француске, када је изгубио од Јевгенија Кафељникова. Године 1992. освојио је златну медаљу на Олимпијским играма у Барселони у дублу са Бекером. Највиши пласман на АТП листи му је број 2. Један је од ретких тенисера који имају позитиван однос победа и пораза против Пита Сампраса, са 5-4 у победама.

## Гренд слем финала

### Победник (1)
| Година | Турнир   | Противник   | Резултат у финалу |
| 1991.  | Вимблдон | Борис Бекер | 6–4, 7-6, 6–4     |

### Вицешампион (2)
| Година | Турнир                       | Противник           | Резултат у финалу |
| 1994.  | Отворено првенство САД       | Андре Агаси         | 1-6, 6-7, 7–5     |
| 1996.  | Отворено првенство Француске | Јевгениј Кафељников | 6–7, 5–7, 6–7     |